# LaNell Cooper
LaNell Cooper ist eine US-amerikanische Schauspielerin.

## Leben
Ihr Filmdebüt gab Cooper 2014 in Ever in der Rolle der Angie. 2015 übernahm sie im Film Road Wars – Willkommen in der Hölle die größere Rolle der Sylvia. Es folgten Episodenrollen unter anderem in My Crazy Sex, Criminal Minds, Why Women Kill und  9-1-1. Seit 2022 wirkt sie in der Fernsehserie 100 Seconds to Midnight mit.

## Filmografie (Auswahl)
- 2014: Ever
- 2015: Road Wars – Willkommen in der Hölle (Road Wars)
- 2015: My Crazy Ex (Fernsehserie)
- 2017: My Crazy Sex (Fernsehserie, Episode 2x01)
- 2018: Criminal Minds (Fernsehserie, Episode 13x20)
- 2019: Why Women Kill (Fernsehserie, Episode 1x07)
- 2019: 9-1-1 (Fernsehserie, Episode 3x02)
- 2022: American Gangster: Trap Queens (Fernsehserie, 2 Episoden, verschiedene Rollen)
- 2022: Moments: Mother (Kurzfilm)
- 2022: Menorah in the Middle
- 2022: Dhar Mann (Miniserie, 2 Episoden, verschiedene Rollen)
- seit 2022: 100 Seconds to Midnight